# Private Romeo
Private Romeo je americký hraný film z roku 2011, který režíroval Alan Brown podle vlastního scénáře. Jedná se o filmovou adaptaci divadelní hry Romeo a Julie Williama Shakespeara odehrávající se ve vojenské škole. Snímek měl světovou premiéru na filmovém festivalu Frameline dne 20. června 2011.

## Děj
Osm kadetů zůstává samo ve vojenské akademii, zatímco ostatní se nacházejí na cvičení v terénu. Studenti nacvičují Shakespearovu hru Romeo a Julie. Hlavní role nacvičují Sam (Romeo) a Glenn (Julie). Oba dva i jejich spolužáci se ztotožní s postavami a vytvářejí dvě znepřátelené skupiny. Postavy hovoří původním jazykem Shakespearových postav.

## Obsazení
| Seth Numrich    | Sam Singleton |
| Matt Doyle      | Glenn Mangan  |
| Hale Appelman   | Josh Neff     |
| Charlie Barnett | Ken Lee       |
| Sean Hudock     | Gus Sanchez   |
| Bobby Moreno    | Carlos Moreno |
| Adam Barrie     | Adam Hersh    |
| Chris Bresky    | Omar Madsen   |

## Ocenění
- Hlavní cena poroty na festivalu Outfest v Los Angeles